# Каштру-Марин (район)
Каштру-Марин (порт. Castro Marim) — район (фрегезия) в Португалии, входит в округ Фару. Является составной частью муниципалитета Каштру-Марин. По старому административному делению входил в провинцию Алгарве (регион). Входит в экономико-статистический субрегион Алгарве, который входит в Алгарве. Население составляет 3047 человек на 2001 год. Занимает площадь 79,21 км².